# Oko (Satellit)
Die Satelliten der Oko-Baureihe (russisch Око (УС-КС), deutsch: Auge, auch US-KS) sind ehemals sowjetische und jetzt russische Frühwarnsatelliten. Sie werden unter dem Tarnnamen Kosmos gestartet.

## Allgemeines
Die Satelliten werden in zwei verschiedenen Orbits platziert. Starts von Plessezk aus erfolgen mit einer Molnija-M-Rakete in einen hochelliptischen Orbit (600 × 40.000 km), der dem der Molnija-Nachrichtensatelliten entspricht mit einer Umlaufzeit von 718 Minuten, einer Bahnneigung von 63 Grad zum Äquator, einem Apogäum von 39.700 Kilometern und einem Perigäum von 600 Kilometern. (Siehe Molnija-Orbit) Mit Starts von Baikonur aus werden die Satelliten mit einer Proton-K-Raketen in einen geostationären Transferorbit gebracht. Erstere Satelliten werden als US-K (intern: 73D6), letztere als US-KS (intern: 74Kh6) oder SPRN-2 Prognos (diese Bezeichnung ist eigentlich falsch, da unter diesem Namen nur die Orbitpositionen reserviert wurden) bezeichnet.
Am 26. September 1983 lieferte einer der Satelliten, Kosmos 1382, Daten, die vom sowjetischen Frühwarnsystem als Start von fünf US-amerikanischen Atomraketen in Richtung der UdSSR interpretiert wurden. Der leitende Offizier Stanislaw Jewgrafowitsch Petrow im Geheimbunker „Serpuchow 15“ bei Moskau schätzte die Meldung als unplausibel ein (kein Atomkrieg beginnt mit nur fünf Raketen) und meldete seinem Vorgesetzten einen Fehlalarm. Damit verhinderte Petrow möglicherweise den Ausbruch eines Atomkrieges. Wie sich später herausstellte, hatte der Satellit auf eine Reflexion von Sonnenlicht an Wolken in der höheren Atmosphäre reagiert.

## Geschichte
Die Entwicklung der Oko-Satelliten begann wahrscheinlich in den späten 1960er Jahren. Die Satelliten wurden vom NPO Lawotschkin entwickelt und gebaut. Der erste Teststart erfolgte unter der Tarnbezeichnung Kosmos-520 am 19. September 1972 von Plessezk aus. Fünf weitere Starts folgten im Laufe der nächsten drei Jahre, davon vier von Plessezk aus und einer (Kosmos-775) in eine geostationäre Umlaufbahn von Baikonur aus. Ab 1977 erhöhte sich die Frequenz der Satellitenstarts stark, als acht weitere US-KS von Plessezk aus gestartet wurden. Diese wurden in eine solche Bahn gebracht, die eine maximale Übersicht der Westküste der USA ermöglichte, was wiederum die Beobachtung der US-amerikanischen ICBM-Felder einschränkte. Es wird angenommen, dass die Vandenberg Air Force Base überwacht und gleichzeitig die Satelliten durch die recht häufigen Teststarts von dort getestet werden sollten. Nach diesen Tests wurden zusätzliche Satelliten in ähnlichen Bahnen, jedoch mit um etwa 30 Grad nach Osten verschobenem Apogäum, gestartet, welche dann die Überwachung der US-Raketen-Felder übernahmen. Zu einer vollständigen Überwachung rund um die Uhr waren vier Satelliten notwendig, was jedoch aufgrund von Satellitenausfällen und anderen Problemen erst ab 1980 sichergestellt werden konnte. Zusätzliche Satelliten auf neun unterschiedlichen Flugbahnen mit etwa 40 Grad Versatz ergänzten später das System.
Auffällig war die für den Einsatzzweck extrem kurze Lebensdauer der Satelliten. Von den dreizehn ersten Satelliten, welche zwischen 1972 und 1979 gestartet wurden, arbeiteten nur sieben länger als 100 Tage. Die Satelliten waren mit einem Selbstzerstörungssystem ausgerüstet, das sich automatisch aktivierte, wenn der Satellit die Kommunikation mit der Bodenstation verlor. Bis das System 1983 deaktiviert wurde, gingen so elf von einunddreißig Satelliten verloren.
Die Verwendung von Molnija-Umlaufbahnen im Gegensatz zu geostationären hatte seinen Grund in der niedrigen Sensorwirksamkeit. Kurz nach dem Start von Interkontinentalraketen erheben sich diese über dem Horizont und der Abgasstrahl hebt sich gut gegen die Schwärze des Weltraums ab. Von einer geostationären Position aus erscheint die Sonne manchmal hinter dem Satelliten, was eine potenzielle Blendung durch atmosphärische Reflexionen ergibt. Die Molnija-Umlaufbahn liegt viel weiter in Richtung Norden mit einem größeren Winkel zwischen der Sonne und dem Satelliten, was solche Reflexionen praktisch ausschließt. Jeder Satellit ist etwa sechs Stunden in einer günstigen Position zur Beobachtung der USA; man braucht also mindestens vier Satelliten für eine Rund-um-die-Uhr-Überwachung.
Beginnend mit Kosmos-1546 im Jahr 1984 wurden die Satelliten in den Molnija-Umlaufbahnen durch zusätzliche Satelliten in geostationären Umlaufbahnen in einer Position vor der Westküste von Afrika ergänzt. Auf dieser Position hatten sie einen ähnlichen Sichtwinkel, wie von den Molnija-Positionen. Zwischen 1980 und 1993 wurden in rascher Folge mit einem Durchschnitt von fünf Starts pro Jahr weitere Satelliten in beide Bahnen gestartet. Dies verringerte sich nach Ablauf dieses Zeitraums auf etwa einen Start pro Jahr. Anscheinend kommen seitdem modernisierte Versionen des Satelliten mit einer Lebenszeit von über vier Jahren zum Einsatz. Es ist jedoch auch möglich, dass dies auf die geringere strategische Bedrohung der USA, kombiniert mit Etat-Problemen zurückzuführen war. Ab 1988 kam für die geostationäre Umlaufbahn weiterentwickelte Satelliten (US-KMO, intern: 71Kh6) zum Einsatz. 2007 waren nach russischen Angaben zwei Satelliten im Einsatz (Kosmos-2422 und Kosmos-2379).
Bisher wurden insgesamt 100 Oko-Satelliten gestartet. 2000 begannen Arbeiten am Nachfolgesystem EKS (Jedinaja Kosmitscheskaja Systema). Es sollte 2012 in die Erprobungsphase gehen. Mitte 2015 wurde der Start des ersten EKS-Satelliten für November 2015 avisiert.

## Technik
Ein Oko-Satellit besteht aus einer Triebwerkseinheit, einer Instrumenteneinheit und einer Nutzlasteinheit. Diese Systeme sind auf einen zylindrischen Rahmen montiert, der etwa zwei Meter lang ist und einen Durchmesser von 1,7 Metern hat. Die Gesamtmasse des dreiachsenstabilisierten Satelliten beträgt beim Start etwa 2.400 Kilogramm. Die Trockenmasse des Raumfahrzeugs beträgt 1.250 Kilogramm.
Die Triebwerkseinheit ist mit vier Orbitmanöver- und 16 Lageregelungstriebwerken sowie den zugehörigen Tanks ausgerüstet. Die Nutzlast besteht aus einem Spiegelteleskop mit einer Öffnung von 50 Zentimetern und großer Brennweite. Es ist mit leistungsfähigen Infrarotsensoren ausgestattet. Darüber hinaus gibt es an Bord noch eine Reihe kleinerer Teleskope um auch eine Weitwinkelsicht verfügbar zu haben und das Lichtspektrum überwachen zu können. Die Übertragung der Bilder der Teleskope erfolgt in Echtzeit an das Bodenkontrollzentrum.
Die Daten werden auf einer Frequenz im S-Band von 2298 MHz übertragen.
Die weiterentwickelten Satelliten des Typs KMO tragen ein Infrarotteleskop mit einer Öffnung von 1 Meter und einem bis auf 4,5 Meter Länge ausfahrbaren Sonnenschild. Sie sind etwa 2500 kg schwer und haben eine Lebensdauer von fünf bis sieben Jahren.

## Startliste
| Name                        | Startdatum    | Startplatz      | Trägerrakete                                                              |
| --------------------------- | ------------- | --------------- | ------------------------------------------------------------------------- |
| Kosmos-520 (US-K Nr. 1)     | 19. Sep. 1972 | Plessezk        | Molnija-M                                                                 |
| Kosmos-606 (US-K Nr. 2)     | 2. Nov. 1973  | Plessezk        | Molnija-M                                                                 |
| Kosmos-665 (US-K Nr. 3)     | 29. Juni 1974 | Plessezk        | Molnija-M                                                                 |
| Kosmos-706 (US-K Nr. 4)     | 30. Jan. 1975 | Plessezk        | Molnija-M                                                                 |
| Kosmos-775 (US-KS Nr. 1)    | 8. Okt. 1975  | Baikonur 81/23  | Proton-K                                                                  |
| Kosmos-862 (US-K Nr. 5)     | 22. Okt. 1976 | Plessezk        | Molnija-M                                                                 |
| Kosmos-903 (US-K Nr. 6)     | 11. Apr. 1977 | Plessezk        | Molnija-M                                                                 |
| Kosmos-917 (US-K Nr. 7)     | 16. Juni 1977 | Plessezk        | Molnija-M                                                                 |
| Kosmos-931 (US-K Nr. 8)     | 20. Juli 1977 | Plessezk        | Molnija-M                                                                 |
| Kosmos-1024 (US-K Nr. 9)    | 28. Juni 1978 | Plessezk        | Molnija-M                                                                 |
| Kosmos-1030 (US-K Nr. 10)   | 6. Sep. 1978  | Plessezk        | Molnija-M                                                                 |
| Kosmos-1109 (US-K Nr. 11)   | 27. Juni 1979 | Plessezk        | Molnija-M                                                                 |
| Kosmos-1124 (US-K Nr. 12)   | 28. Aug. 1979 | Plessezk        | Molnija-M                                                                 |
| Kosmos-1164 (US-K Nr. 13)   | 12. Feb. 1980 | Plessezk        | Molnija-M, Fehlstart da Fehler in der vierten Stufe und so falscher Orbit |
| Kosmos-1172 (US-K Nr. 14)   | 12. Apr. 1980 | Plessezk        | Molnija-M                                                                 |
| Kosmos-1188 (US-K Nr. 15)   | 14. Juni 1980 | Plessezk        | Molnija-M                                                                 |
| Kosmos-1191 (US-K Nr. 16)   | 2. Juli 1980  | Plessezk        | Molnija-M                                                                 |
| Kosmos-1217 (US-K Nr. 17)   | 24. Okt. 1980 | Plessezk        | Molnija-M                                                                 |
| Kosmos-1223 (US-K Nr. 18)   | 27. Nov. 1980 | Plessezk        | Molnija-M                                                                 |
| Kosmos-1247 (US-K Nr. 19)   | 19. Feb. 1981 | Plessezk        | Molnija-M                                                                 |
| Kosmos-1261 (US-K Nr. 20)   | 31. März 1981 | Plessezk        | Molnija-M                                                                 |
| Kosmos-1278 (US-K Nr. 21)   | 19. Juni 1981 | Plessezk        | Molnija-M                                                                 |
| Kosmos-1285 (US-K Nr. 22)   | 4. Aug. 1981  | Plessezk        | Molnija-M                                                                 |
| Kosmos-1317 (US-K Nr. 23)   | 31. Okt. 1981 | Plessezk        | Molnija-M                                                                 |
| Kosmos-1341 (US-K Nr. 24)   | 3. März 1982  | Plessezk        | Molnija-M                                                                 |
| Kosmos-1348 (US-K Nr. 25)   | 7. Apr. 1982  | Plessezk        | Molnija-M                                                                 |
| Kosmos-1367 (US-K Nr. 26)   | 20. Mai 1982  | Plessezk        | Molnija-M                                                                 |
| Kosmos-1382 (US-K Nr. 27)   | 25. Juni 1982 | Plessezk        | Molnija-M                                                                 |
| Kosmos-1409 (US-K Nr. 28)   | 22. Sep. 1982 | Plessezk        | Molnija-M                                                                 |
| Kosmos-1456 (US-K Nr. 29)   | 25. Apr. 1983 | Plessezk        | Molnija-M                                                                 |
| Kosmos-1481 (US-K Nr. 30)   | 8. Juli 1983  | Plessezk        | Molnija-M                                                                 |
| Kosmos-1518 (US-K Nr. 31)   | 28. Dez. 1983 | Plessezk        | Molnija-M                                                                 |
| Kosmos-1541 (US-K Nr. 32)   | 6. März 1984  | Plessezk        | Molnija-M                                                                 |
| Kosmos-1546 (US-KS Nr. 2)   | 29. März 1984 | Baikonur 200/40 | Proton-K                                                                  |
| Kosmos-1547 (US-K Nr. 33)   | 4. Apr. 1984  | Plessezk        | Molnija-M                                                                 |
| Kosmos-1569 (US-K Nr. 34)   | 6. Juni 1984  | Plessezk        | Molnija-M                                                                 |
| Kosmos-1581 (US-K Nr. 35)   | 3. Juli 1984  | Plessezk        | Molnija-M                                                                 |
| Kosmos-1586 (US-K Nr. 36)   | 2. Aug. 1984  | Plessezk        | Molnija-M                                                                 |
| Kosmos-1596 (US-K Nr. 37)   | 7. Sep. 1984  | Plessezk        | Molnija-M                                                                 |
| Kosmos-1604 (US-K Nr. 38)   | 4. Okt. 1984  | Plessezk        | Molnija-M                                                                 |
| Kosmos-1629 (US-KS Nr. 3)   | 21. Feb. 1985 | Baikonur 200/39 | Proton-K                                                                  |
| Kosmos-1658 (US-K Nr. 39)   | 11. Juni 1985 | Plessezk        | Molnija-M                                                                 |
| Kosmos-1661 (US-K Nr. 40)   | 18. Juni 1985 | Plessezk        | Molnija-M                                                                 |
| Kosmos-1675 (US-K Nr. 41)   | 12. Aug. 1985 | Plessezk        | Molnija-M                                                                 |
| Kosmos-1684 (US-K Nr. 42)   | 24. Sep. 1985 | Plessezk        | Molnija-M                                                                 |
| Kosmos-1687 (US-K Nr. 43)   | 30. Sep. 1985 | Plessezk        | Molnija-M                                                                 |
| Kosmos-1698 (US-K Nr. 44)   | 22. Okt. 1985 | Plessezk        | Molnija-M                                                                 |
| Kosmos-1701 (US-K Nr. 45)   | 9. Nov. 1985  | Plessezk        | Molnija-M                                                                 |
| Kosmos-1729 (US-K Nr. 46)   | 1. Feb. 1986  | Plessezk        | Molnija-M                                                                 |
| Kosmos-1761 (US-K Nr. 47)   | 5. Juli 1986  | Plessezk        | Molnija-M                                                                 |
| Kosmos-1774 (US-K Nr. 48)   | 28. Aug. 1986 | Plessezk        | Molnija-M                                                                 |
| Kosmos-1783 (US-K Nr. 49)   | 3. Okt. 1986  | Plessezk        | Molnija-M, Fehlstart da Fehler in der vierten Stufe und so falscher Orbit |
| Kosmos-1785 (US-K Nr. 50)   | 15. Okt. 1986 | Plessezk        | Molnija-M                                                                 |
| Kosmos-1793 (US-K Nr. 51)   | 20. Nov. 1986 | Plessezk        | Molnija-M                                                                 |
| Kosmos-1806 (US-K Nr. 52)   | 12. Dez. 1986 | Plessezk        | Molnija-M                                                                 |
| Kosmos-1849 (US-K Nr. 53)   | 4. Juni 1987  | Plessezk        | Molnija-M                                                                 |
| Kosmos-1851 (US-K Nr. 54)   | 12. Juni 1987 | Plessezk        | Molnija-M                                                                 |
| Kosmos-1894 (US-KS Nr. 4)   | 28. Okt. 1987 | Baikonur 200/40 | Proton-K                                                                  |
| Kosmos-1903 (US-K Nr. 55)   | 21. Dez. 1987 | Plessezk        | Molnija-M                                                                 |
| Kosmos-1922 (US-K Nr. 56)   | 26. Feb. 1988 | Plessezk        | Molnija-M                                                                 |
| Kosmos-1940 (US-KMO Nr. 1)  | 26. Apr. 1988 | Baikonur 200/39 | Proton-K                                                                  |
| Kosmos-1966 (US-K Nr. 57)   | 30. Aug. 1988 | Plessezk        | Molnija-M                                                                 |
| Kosmos-1974 (US-K Nr. 58)   | 3. Okt. 1988  | Plessezk        | Molnija-M                                                                 |
| Kosmos-1977 (US-K Nr. 59)   | 25. Okt. 1988 | Plessezk        | Molnija-M                                                                 |
| Kosmos-2001 (US-K Nr. 60)   | 14. Feb. 1989 | Plessezk        | Molnija-M                                                                 |
| Kosmos-2050 (US-K Nr. 61)   | 23. Nov. 1989 | Plessezk        | Molnija-M                                                                 |
| Kosmos-2063 (US-K Nr. 62)   | 27. März 1990 | Plessezk        | Molnija-M                                                                 |
| Kosmos-2076 (US-K Nr. 63)   | 28. Apr. 1990 | Plessezk        | Molnija-M                                                                 |
| Kosmos-2084 (US-K Nr. 64)   | 21. Juni 1990 | Plessezk        | Molnija-M, Fehlstart da Fehler in der vierten Stufe und so falscher Orbit |
| Kosmos-2087 (US-K Nr. 65)   | 25. Juli 1990 | Plessezk        | Molnija-M                                                                 |
| Kosmos-2097 (US-K Nr. 66)   | 28. Aug. 1990 | Plessezk        | Molnija-M                                                                 |
| Kosmos-2105 (US-K Nr. 67)   | 20. Nov. 1990 | Plessezk        | Molnija-M                                                                 |
| Kosmos-2133 (US-KMO Nr. 2)  | 14. Feb. 1991 | Baikonur 200/39 | Proton-K                                                                  |
| Kosmos-2155 (US-KMO Nr. 3)  | 13. Sep. 1991 | Baikonur 81/23  | Proton-K                                                                  |
| Kosmos-2176 (US-K Nr. 68)   | 24. Jan. 1992 | Plessezk        | Molnija-M                                                                 |
| Kosmos-2196 (US-K Nr. 69)   | 8. Juli 1992  | Plessezk        | Molnija-M                                                                 |
| Kosmos-2209 (US-KMO Nr. 4)  | 10. Sep. 1992 | Baikonur 81/23  | Proton-K                                                                  |
| Kosmos-2217 (US-K Nr. 70)   | 21. Okt. 1992 | Plessezk        | Molnija-M                                                                 |
| Kosmos-2222 (US-K Nr. 71)   | 25. Nov. 1992 | Plessezk        | Molnija-M                                                                 |
| Kosmos-2224 (US-KMO Nr. 5)  | 17. Dez. 1992 | Baikonur 200/39 | Proton-K                                                                  |
| Kosmos-2232 (US-K Nr. 72)   | 26. Jan. 1993 | Plessezk        | Molnija-M                                                                 |
| Kosmos-2241 (US-K Nr. 73)   | 6. Apr. 1993  | Plessezk        | Molnija-M                                                                 |
| Kosmos-2261 (US-K Nr. 74)   | 10. Aug. 1993 | Plessezk        | Molnija-M                                                                 |
| Kosmos-2282 (US-KMO Nr. 6)  | 6. Juli 1994  | Baikonur 81/23  | Proton-K                                                                  |
| Kosmos-2286 (US-K Nr. 75)   | 5. Aug. 1994  | Plessezk        | Molnija-M                                                                 |
| Kosmos-2312 (US-K Nr. 76)   | 24. Mai 1995  | Plessezk        | Molnija-M                                                                 |
| Kosmos-2340 (US-K Nr. 77)   | 9. Apr. 1997  | Plessezk        | Molnija-M                                                                 |
| Kosmos-2342 (US-K Nr. 78)   | 14. Mai 1997  | Plessezk        | Molnija-M                                                                 |
| Kosmos-2345 (US-KMO Nr. 7)  | 14. Aug. 1997 | Baikonur 200/39 | Proton-K                                                                  |
| Kosmos-2350 (US-KMO Nr. 8)  | 29. Apr. 1998 | Baikonur 200/39 | Proton-K                                                                  |
| Kosmos-2351 (US-K Nr. 79)   | 7. Mai 1998   | Plessezk        | Molnija-M                                                                 |
| Kosmos-2368 (US-K Nr. 80)   | 27. Dez. 1999 | Plessezk 16     | Molnija-M                                                                 |
| Kosmos-2379 (US-KMO Nr. 9)  | 24. Aug. 2001 | Baikonur 81/24  | Proton-K                                                                  |
| Kosmos-2388 (US-K Nr. 81)   | 1. Apr. 2002  | Plessezk 16/2   | Molnija-M                                                                 |
| Kosmos-2393 (US-K Nr. 82)   | 24. Dez. 2002 | Plessezk        | Molnija-M                                                                 |
| Kosmos-2397 (US-KMO Nr. 10) | 24. Apr. 2003 | Baikonur 81/24  | Proton-K                                                                  |
| Kosmos-2422 (US-K Nr. 83)   | 21. Juli 2006 | Plessezk 16/2   | Molnija-M                                                                 |
| Kosmos-2430 (US-K Nr. 84)   | 23. Okt. 2007 | Plessezk        | Molnija-M                                                                 |
| Kosmos-2440 (US-KMO Nr. 11) | 26. Juni 2008 | Baikonur 81/24  | Proton-K                                                                  |
| Kosmos-2446 (US-K Nr. 85)   | 2. Dez. 2008  | Plessezk        | Molnija-M                                                                 |
| Kosmos-2469 (US-K Nr. 86)   | 30. Sep. 2010 | Plessezk        | Molnija-M                                                                 |
| Kosmos-2479 (US-KMO Nr. 12) | 30. März 2012 | Baikonur 81/24  | Proton-K                                                                  |